# Cristina Peri Rossi
Cristina Peri Rossi (ur. 12 listopada 1941 w Montevideo) – urugwajska pisarka i poetka. 

## Życiorys
Pochodzi z rodziny włoskich emigrantów. W 1963 roku ukazała się jej pierwsza książka – zbiór opowiadań zatytułowany Viviendo. Studiowała z początku biologię, ale ostatecznie ukończyła literaturę porównawczą. Pracowała jako wykładowca, a także dziennikarka i tłumaczka. W 1972 roku, ze względu na sytuację polityczną w Urugwaju, wyemigrowała do Hiszpanii i zamieszkała w Barcelonie, gdzie współpracuje z „Diario 16”, „El Periódico”, czy „Agencia Efe”.   
Została laureatką Nagrody Cervantesa za 2021 rok.   

## Wybrana twórczość
- Viviendo (1963)
- Los museos abandonados (1968)
- El libro de mis primos (1969)
- Indicios pánicos (1970)
- Evohé (1971)
- Descripción de un naufragio
- Diáspora (1976)
- Popołudnie dinozaura (La tarde del dinosaurio, 1976, tłumaczenie na język polski Zofia Chądzyńska, ISBN 83-08-01156-X)
- Lingüística general (1979)
- La rebelión de los niños (1980)
- El museo de los esfuerzos inútiles (1983)
- La nave de los locos (1984)
- Una pasión prohibida (1986)
- Europa después de la lluvia (1987)
- Solitario de amor (1988)
- Cosmoagonías (1988)
- Fantasías eróticas (1990
- Acerca de la escritura (1991).
- Babel bárbara (1991),
- La última noche de Dostoievski (1992)
- La ciudad de Luzbel y otros relatos (1992)
- Otra vez Eros (1994)
- Aquella noche (1996)
- Inmovilidad de los barcos (1997)
- Desastres íntimos (1997)
- Poemas de amor y desamor (1998)
- Las musas inquietantes (1999)
- El amor es una droga dura (1999)
- Estado de exilio (2003)
- Por fin solos (2004)
- Estrategias del deseo (2004)
- Mi casa es la escritura (2006)
- Habitación de hotel (2007)
- Wiersze wybrane. Poemas elegidos (2019, wybór i przekład na język polski Magdalena Szkwarek, ISBN 978-83-66021-30-3)